# Caliban (banda)
Caliban es una banda alemana de metalcore originaria de Hattingen, Renania del Norte-Westfalia que lleva nueve álbumes lanzados hasta el momento. Aunque la banda tiene un sonido metalcore ellos declaran que son un grupo de hardcore.

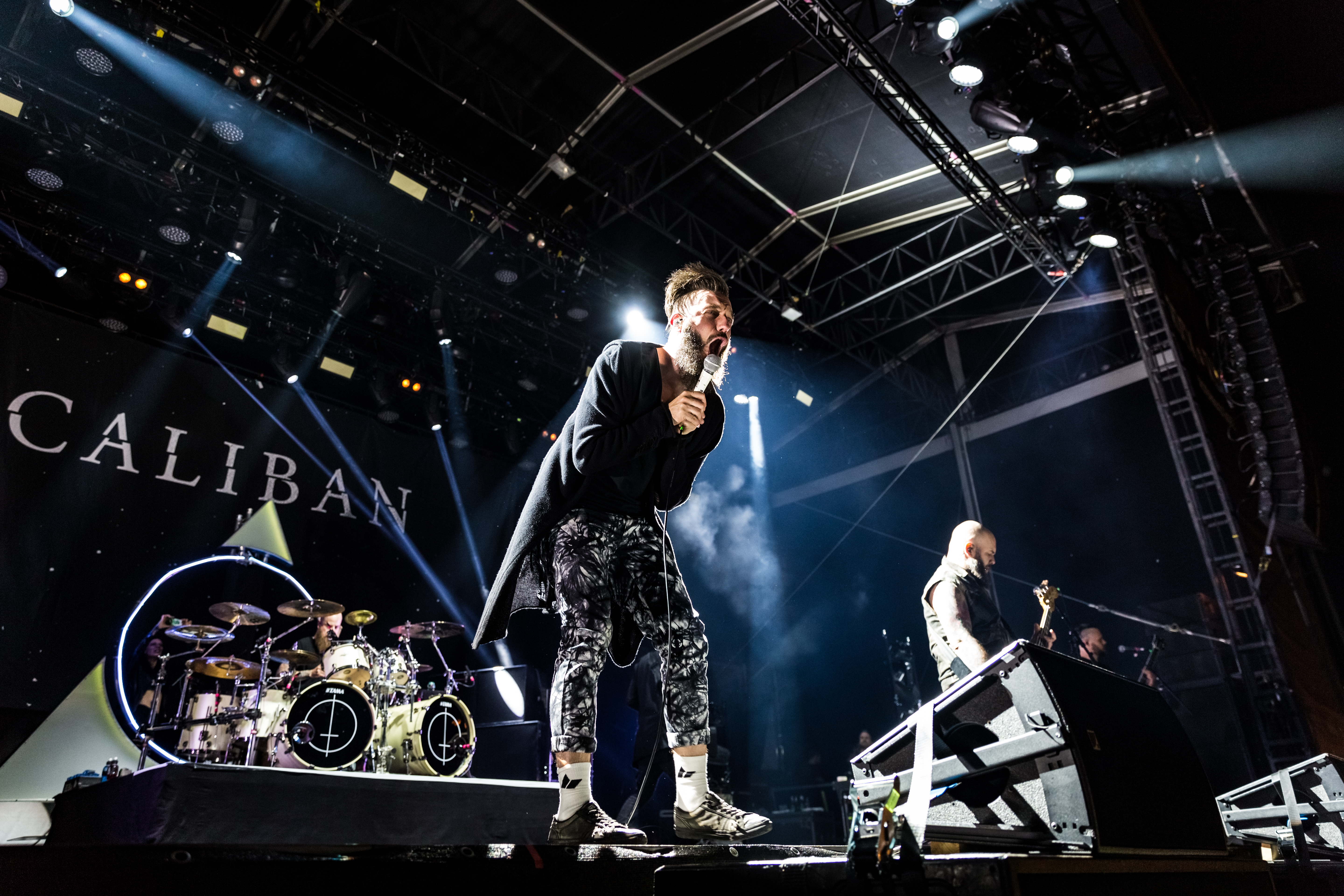
Live @ Rock am Ring 2018

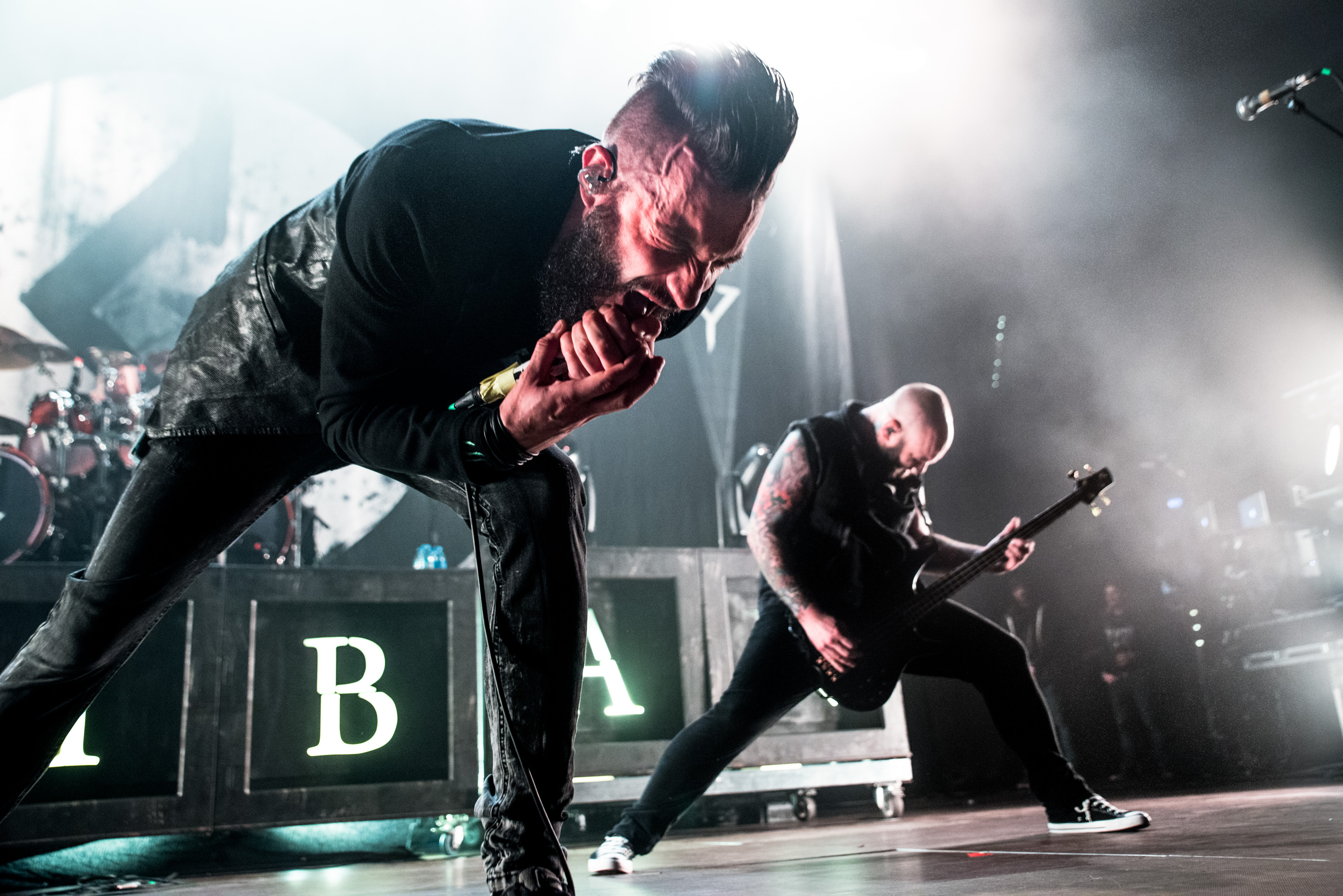
Live @ Rock im Park 2016

## Historia
La banda se formó en Hattingen, Alemania, en 1997 bajo el nombre Never Again. Después de seis meses de tocar juntos, la banda grabó sus dos primeras canciones para un demo, que nunca fueron lanzadas. Las canciones fueron enviadas a varios sellos discográficos, y Lifeforce Records fue la primera en ofrecer un disco de la banda. El Ep de la banda con el mismo nombre salió en el verano de 1998, Para promoverla, Caliban tocó en muchos espectáculos por toda Europa y algunas muestras de apoyo para bandas como Morning Again , Earth Crisis y Cro-Mags. 
Después de su gira europea, en 1999 Caliban entró en el estudio para grabar su primer disco de larga duración, titulado A Small Boy and a Grey Heaven. El CD recibió comentarios favorables de grandes y pequeñas revistas del hardcore. La banda fue descrita como una mezcla de Slayer, Poison The Well y Hatebreed. También publicó la primera parte de un split-CD con Heaven Shall Burn, de nombre The Split Program . 
El siguiente disco se llamó Vent y salió en abril del 2001. Vent fue lanzado por Imperium Records y por Howling-Bull Records en Japón. Poco después del lanzamiento, a Caliban se le ofreció la oportunidad de recorrer Japón para tocar en the Beast-Feast 2001 en Yokohama, compartiendo escenario con bandas como Slayer, Pantera, Machine Head, Morbid Angel y Biohazard. El viaje de Japón fue seguido de una gira en EE. UU., que fue interrumpida por los ataques del 11 de septiembre de 2001. 
En agosto de 2002 Caliban lanzó su tercer lanzamiento oficial, llamado Shadow Hearts. Este disco fue más melódico y armónico que sus anteriores. En 2004 la banda obtuvo un contrato discográfico con Roadrunner Records en Europa y empezó a grabar su cuarto álbum The Opposite from Within junto a Anders Fridén, quien es conocido en In Flames. 
En julio de 2005 la banda dio a conocer la segunda parte de su split-CD con sus compañeros, Heaven Shall Burn, llamado The Split Program II. La banda lanzó su quinto álbum, llamado The Undying Darkness, en febrero de 2006 y fue de gira con All Shall Perish, Bleeding Through y I Killed The Prom Queen. 
Caliban graba su álbum The Awakening en el 2007, con el productor Benny Richter, y fue lanzado en Alemania el 25 de mayo. Este llegó al puesto número 36 en las tablas alemanas.
El 24 de agosto de 2009 sacan el álbum " say hello yo tragedy " con 12 canciones más dos canciones bonus.
El 3 de febrero de 2012 sacan el álbum " I am némesis " con 12 canciones más un bonus.
El 24 de enero de 2014 sacan el álbum " Ghost Empire "
Con 12 canciones y un bonus de 4 canciones.
El 25 de marzo del 2016 lanzan el disco " Gravity " 
Con 12 canciones y dos canciones bonus.
El 6 de abril de 2018 sacan el hasta ahora último disco llamado " Elements "
Tienen 13 canciones entre ellas destaca una canción llamada " Before later becomes never "
En la cual colaboró el cantante de Thy Art Is Murder conocido como CJ. Mcmahon.
Tres años después de su anterior lanzamiento, Caliban editan el 14 de mayo de 2021 un nuevo Ep bajo el título de "Zeitgeister". Este trabajo está compuesto por viejas canciones de la banda, pero cantadas y reinterpretadas en su lengua natal, el alemán. Complementariamente, también incluye un tema inédito, "nICHts".

## Miembros
- Andreas Dörner - Vocalista
- Denis Schmidt – Guitarra y voz limpia
- Marc Görtz – Guitarra
- Marco Schaller – Bajo y voz de fondo
- Patrick Grün – Batería

## Miembros pasados
- Engin Güres - Bajo
- Boris Pracht – Bajo
- Robert Krämer – Batería
- Rolf Ekstör - Bajo

## Discografía

### Álbumes
- A Small Boy and a Grey Heaven (14 de diciembre de 1999)
- Vent (27 de enero de 2001)
- Shadow Hearts (31 de enero de 2003)
- The Opposite from Within (20 de septiembre de 2004)
- The Undying Darkness (27 de febrero de 2006)
- The Awakening (25 de mayo de 2007)
- Say Hello to Tragedy (21 de agosto de 2009)
- I Am Nemesis (3 de febrero de 2012)
- Ghost Empire (24 de enero de 2014)
- Gravity (15 de marzo de 2016)
- Elements (6 de abril de 2018)
- Dystopia (22 de abril de 2022)

### EP
- Caliban EP (10 de marzo de 1998)
- Coverfield (6 de mayo de 2011)
- Zeitgeister (14 de mayo de 2021)

### Álbumes compartidos
- The Split Program (con Heaven Shall Burn) (1998)
- The Split Program II (con Heaven Shall Burn) (26 de julio de 2005)

## Videografía
| Título                      | Año  | Director        | Del Álbum                  |
| --------------------------- | ---- | --------------- | -------------------------- |
| "Forsaken Horizon"          | 2003 | —               | "Shadow Hearts"            |
| "The Beloved And Hatred"    | 2004 | —               | "The Opposite from Within" |
| "It's Our Burden To Bleed"  | 2006 | —               | "The Undying Darkness"     |
| "Nothing Is Forever"        | 2006 | —               | "The Undying Darkness"     |
| "I Will Never Let You Down" | 2007 | —               | "The Awakening"            |
| "24 Years"                  | 2009 | —               | "Say Hello to Tragedy"     |
| "Caliban's Revenge"         | 2009 | —               | "Say Hello to Tragedy"     |
| "Walk Like The Dead"        | 2011 | —               | "Say Hello to Tragedy"     |
| "Memorial"                  | 2011 | —               | "I Am Nemesis"             |
| "We Are The Many"           | 2013 | —               | "I Am Nemesis"             |
| "This Oath"                 | 2013 | Julian Topehlen | "I Am Nemesis"             |
| "Devil's Night"             | 2014 | Lars Reinert    | "Ghost Empire"             |
| "Paralyzed"                 | 2016 |                 | "Gravity"                  |